# Gustave Gauthier
Pour les articles homonymes, voir Gauthier.
Gustave André Joseph David Jacques Gauthier est un homme politique français né le 27 juillet 1835 à Remiremont (Vosges) et mort le 28 juillet 1909 à Luxeuil (Haute-Saône). Il est sénateur de la Haute-Saône sous la IIIe République, du 28 janvier 1900 au 2 janvier 1909.

## Biographie
Fils de François Gauthier et d'Ernestine Perrin, médecin comme son père, il est élève à l'école de médecine de Brest, puis il participe en 1860-1861 à l'expédition militaire française en Chine, comme chirurgien de la marine. À son retour, il passe son doctorat de médecine, puis exerce à Luxeuil.
C'est déjà un militant politique de longue date quand il est élu sénateur de la Haute-Saône, en 1900. En effet, il tente en 1880 d'être candidat aux élections législatives, sans succès, puis il est battu aux élections cantonales du 30 juillet 1893 à Luxeuil, où il soutient des positions de droite, face au candidat du parti républicain. En 1900, il se présente aux élections sénatoriales et est élu. Il est inscrit au groupe de la Gauche républicaine, il intervient sur les questions budgétaires et sur la Santé et demande que l'affichage électoral cesse «trois jours francs avant l'ouverture du scrutin ». Malade, il ne se représente pas en 1909 et est remplacé par Jules Jeanneney. Il meurt quelques mois après la fin de son mandat, à l'âge de 74 ans.
Il est fait chevalier de la Légion d'honneur par décret du 5 juin 1871, à titre militaire. Gustave s'est en effet engagé, pendant la guerre franco-allemande de 1870, en tant que «médecin volontaire des ambulances auxiliaires», c'est-à-dire «à ses frais». Il est nommé le 4 septembre 1870 chirurgien des francs-tireurs de Luxeuil, puis en octobre de la même année, médecin major pour les corps francs des Vosges, et enfin, en décembre 1870, médecin aide-major au 4e bataillon de la garde nationale mobilisée en Haute-Saône.

## Sources
- « Gustave Gauthier », dans le Dictionnaire des parlementaires français (1889-1940), sous la direction de Jean Jolly, PUF, 1960 [détail de l’édition]
- Base Léonore, notice de Gustave Gauthier

- Sénat, Ancien Sénateur de la Haute-Saône